# グラウンドホッグデー

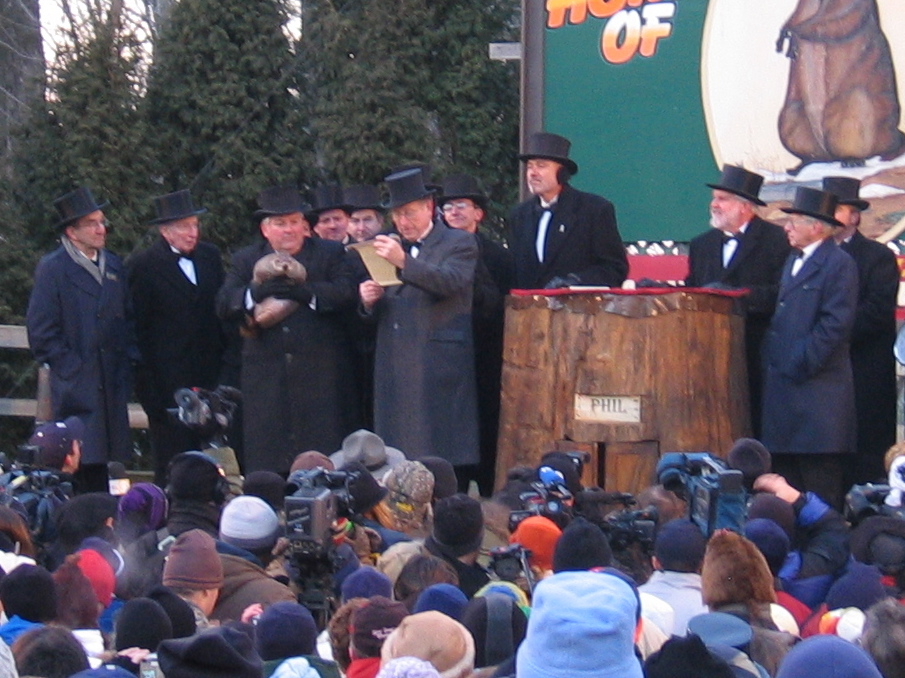
グラウンドホッグデーの様子（2005年パンクサトーニー）

グラウンドホッグデー（英語: Groundhog Day, Groundhog's Day）とは、アメリカ合衆国及びカナダにおいて2月2日に催される、ジリスの一種グラウンドホッグ（ウッドチャック）を使った春の訪れを予想する天気占いの行事。この日、冬眠から目覚めたグラウンドホッグが自分の影を見れば冬はまだ長引くと占われる。
同様の風習はヨーロッパ各地にあるが、ドイツのアナグマによる気象伝承の由来説が有力。
ペンシルベニア州中部のパンクサトーニーの式典が、いまや動員数最大のイベントである。
同州南西部のドイツ系移民が多い地域でも、地元のロッジ・クラブが「グルンドサウ・ダーク」と称してドイツ方言で開催している町もある。
米国他州の数多くの場所でもグラウンドホッグの予想が式典として行われる。北米カナダでもオンタリオ州ワイアートン他多数の例があり、ケベック州でも2009年来ジュール・ド・ラ・マルモット (フランス語: Jour de la Marmotte)を実施している。

## 概要
「グラウンドホッグ（ウッドチャック）は2月2日に冬眠から覚めるが、外に出て自分の影を見ると、驚いて巣穴に戻ってしまう」とされており、春の到来時期は、晴天（影を見た）場合は「冬はあと6週間は続くだろう」、曇・悪天候（影が見えない）場合は「春は間近に迫っている」と占われる。
もっとも有名なのはペンシルバニア州パンクサトーニーで開催される恒例行事だが、北米各地で同様のイベントが行われ、テレビや新聞で報道される。
その発祥については、ペンシルバニア州のドイツ系移民の記録が最も古く、その本国ドイツやオーストリアには、アナグマを同じ2月2日の聖燭祭に観測し、これが影をみると冬が長引くという、まったく同様の気象伝承が伝わっている。また、ドイツ系移民は、グラウンドホッグのことを「ダックス」と呼んでおり、これはドイツ語でアナグマを意味する語 dachs に通じている。カナダ東部のノバスコシア方言でグラウンドホッグデーを意味する「ダックス・デー」も同じ語源とされる。

## 歴史

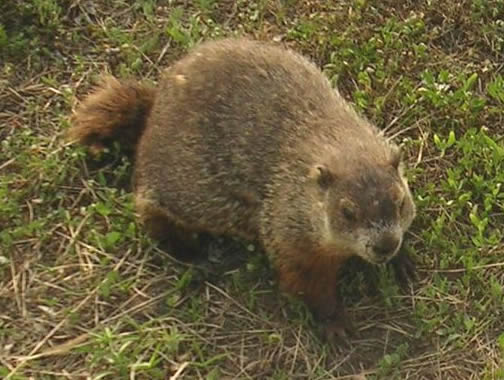
グラウンドホッグ

異説としては、アイルランド起源説もあるが（§ヨーロッパ起源参照）、概してグラウンドホッグデーは、ドイツ系移民の本国が発祥と考えられる。

### アメリカでの最古文献
最古の文献は、ドイツ系が多いペンシルバニア州南東部（ペンシルバニア・ダッチ・カントリー）に位置するモーガンタウンで書かれた日記で、1840年2月2日付で「本日。ドイツ人たちがいうところによれば、グラウンドホッグが冬のねぐらから出て、影を見ると、あと40日間[ねぐらに]こもるらしい」と記録される。書いた本人はモリスという名でウェールズ系だったが、近辺のドイツ系住民について述べている。翌年の記帳では「影を見るとまた6週間の居眠りにつく」という表現に変わっている。

### ペンシルベニア州での祝日開始
最初にグラウンドホッグデーにおけるこの動物の観測を報道し（1886年）、最初に祝日として記念したのは（1887年）、現在このデーの式典で最も有名なペンシルバニア州パンクサトーニーだとみなされている。
これは地元新聞編集者の発案で始動したとされる。『パンクサトーニー・スピリット』紙の編集者のひとりクライマー・フリースは、グラウンドホッグデー考案の「父」とも称される。グラウンドホッグデーが広く米国各地やカナダに広まったのも、パンクサトーニーがその伝播の震源地になっていると示唆される。

#### 前身団体のロッジは食す会
1880年代のいつごろかの時期に、パンクサトーニー・エルクス・ロッジという団体によりグラウンドホッグデーの行事が主催され始めた。ただこのロッジは、当初はグラウンドホッグを狩猟目的（食用）にすることに主眼をおいた集まりだったという。
「グラウンドホッグ・ピクニック」（夏季のイベント） は、1887年すでに行われているという記述もあるが、別の郷土史家の説明によれば、1889年前後にロッジの宴席でグラウンドホッグ肉の料理が出され、狩猟会はその後の出来事だという。

#### グラウンドホッグ・クラブ
1899年、ロッジ会員を中核として「パンクサトーニー・グラウンドホッグ・クラブ」というものが形成され、「グラウンドホッグ・フィースト」と称して狩猟・バーベキュー会を9月恒例行事としておこなうようになった。ただ当日の「狩猟」の部分はしだいに形式化されてゆく（実践的でない芝居がかった狩猟となっていった）。その理由は、当日供される肉は、マリネの下ごしらえのため数日前に用意する必要があったからである。肉の味は、「ポークとチキンを掛け合わせたよう」だったと、その頃の記事に書かれている。狩猟・食事会は、対外的に十分な関心を惹けず、廃止となった。
パンクサトーニーが対外的にグラウンドホッグデーを報道し始めたのは（つまり来訪者に披露するのを意識した行事となり始めたのは）、1902年以降だろうとされる。
そしてグラウンドホッグデー行事の黎明期のPRに、この晩夏の狩猟会は密接な関わりがあった。グラウンドホッグ・クラブはまず、その狩猟会の集会所を「カヌーリッジ・ウェザーワーク」と改名し、気象予報士の会合であると発表した。その狩猟会にピッツバーグの気象局のフランク・リッジウェイを招聘し、予報対決で敗北を喫した同氏が、その復讐として「グラウンドホッグをトーストに乗せた美味しい料理」で食べるのを楽しみにしている等という筋書きで、グラウンドホッグデーと狩猟会にまたがって広報活動がされたのである。リッジウェイはブレア・グラウンドホッグの補佐役（アシスタント）とされ、また、この局長を「派遣」したことで、国家政府は同地のグラウンドホッグ気象予報を正式認定したと報じた。

#### 以後の広報戦略
パンクサトーニーは、他のライバル町であるクウァリービル（1907年にロッジを設立）等と競争優位に立つため様々なPRを展開し、競争に勝利したとされる。以下、報道関係のできごとの年表である：
- 1886年 新聞にグラウンドホッグデーについての記事
- 1887年	現在のようなGobbler's Knobでの祭が公式に始まる
- 1908年	新聞一面で報道される
- 1913年	新聞にグラウンドホッグの写真が掲載
- 1924年	傘と新聞を持ったグラウンドホッグのロゴが使われ始める（写真）
- 1928年 ピッツバーグのラジオ局の番組に地元ロータリークラブとともに出演
- 1947年	新聞に祭会場でのグラウンドホッグクラブのメンバーの写真が掲載
- 1952年	2月4日のNBCの朝のテレビ番組"トゥデイ・ショー (Today Show)"で紹介される
- 1955年	3つのテレビ局が取材に来る
- 1986年 この年の3月にフィルがホワイトハウスのレーガン大統領を訪れる（下段写真）
- 1993年	2月12日に映画『恋はデジャブ』が公開される
- 2001年	ニューヨーク市タイムズスウェアでフィルの予報がライブ中継される
- 2002年 来場者38000人を記録
- 2003年	ペンシルベニア州知事が祭に参加

## 今日の行事
グラウンドホッグデーのイベントとしてはペンシルバニア州パンクサトーニーが最も動員数が多い（約4万人）が、同州や他州、カナダでも行事は行われている。

### パンクサトーニーのフィル

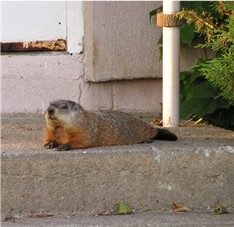
グラウンドホッグ

パンクサトーニーのフィルとは、パンクサトーニーで飼育されている有名なグラウンドホッグの名前である。フィルは毎年2月2日に、グラウンドホッグデーの主役として、町郊外の森の中にあるゴブラーズ・ノブという丘で占いを行う。祭は日の出前から始まり、朝の7時半のフィルの登場と天気予報がメインイベントである。言い伝えに忠実に従うならば、巣穴から出てきたグラウンドホッグの行動を観察して占いをすべきだが、実際の祭では切り株型の小屋から出てきた（引っ張り出された）フィルとともに、その年の予報が読み上げられる。
パンクサトーニー・グラウンドホッグ・クラブがフィルの普段の世話をしており、なかでも「インナーサークル」と呼ばれる特別会員達は、毎年の祭を主催し、グラウンドホッグデーにはタキシードとシルクハットを着用して登場する。
フィルの名前の由来はフィリップ王だとされ、長たらしい正式名称がつけられている。ゴブラーズ・ノブに居させられるのは当日だけで、普段はパンクサトーニーの図書館にある空調の効いた部屋で、フィリスという名の妻と一緒に飼育されており、冬眠はしていない。
フィルによる占いが始まったのは1887年で、これまでに何匹ものグラウンドホッグが「フィル」を襲名をしていると思われるが、パンクサトーニー・グラウンドホッグ・クラブは「フィルは寿命を延ばすグラウンドホッグの秘薬を飲んでいるので、毎年おなじフィルが天気予報をし続けている」と主張している。ちなみに普通のグラウンドホッグの寿命は6～10年程。また「フィルの予報はクラブのメンバーが作っているわけではなく、フィルがクラブの会長に"グラウンドホッグ語"で教えてくれている」のだという。
パンクサトーニーで祭が始まった当初は、森の中で行われる小さなイベントだったが、映画『恋はデジャ・ブ』（原題：Groundhog Day、1993年2月12日全米公開）の翌年から人口6200人あまりの町に、世界中から数万人の観光客と多くの取材陣が集まるようになった。
また、何年から始まったかは不明だが、パンクサトーニーは現在「天気予報の世界首都」を名乗っている。

## 北米各地のグラウンドホッグデー
他にも同ペンシルバニア州クウァリービルでは、1907年にザ・スランバリング・グラウンドホッグ・ロッジという会館が設立され、グラウンドホッグ行事に携わり 、一時はパンクサトーニーとしのぎを削ったこともあった。
そもそも発祥の地であるペンシルバニア南西部（ペンシルバニア・ダッチと称するドイツ系移民の密集地域）では、グラウンドホッグ・ロッジが主催して住民集会（fersommling）を執行するが、ペンシルバニアドイツ語以外厳禁ルールで、英語を喋ると一言あたり何セントかの罰金が課せられる。
ニューヨーク市の公式グラウンドホッグは、スタテン島のチャックである。
アメリカ南部では、ジョージア州リルバーンのボーリガード・リー将軍がおり、テキサス州アービング市のダラス大学主催のものは世界第2の規模と称している。
アラスカ州では2009年に2月2日を「マーモットの日」として公式の休日にした。
カナダではオンタリオ州ワイアートンのウィリーが最も有名である。また2009年来、ケベック州ガスペ半島のヴァル＝デスポワールにマルモットのフレッド（Fred la marmotte）が「マルモットの日」のマスコットとして登場し
、ケベック州すべてを代表する気象予報マルモットとして活動している。ノバスコシア州のシュベナカディのサム等の予報が報道されるが、この州の方言として、グランドホッグデーはダックスデーと呼ばれる。
グラウンドホッグを飼育していない動物園などでは、プレーリードッグやミーアキャット、ハリネズミなどを代用することもある。

## ヨーロッパ起源
グラウンドホッグデーの風習は、19世紀のアメリカのドイツ系移民の間で始まった。ドイツではアナグマがこの2月2日（聖燭祭にあたる）に出て陽を浴びると4週間冬が長引くという天気占いの文句があり、この動物をグラウンドホッグに代用し、4週間を6週間としたのがドイツ系アメリカ人版である。

### ドイツ語圏
ドイツやオーストリアでは、2月2日の聖燭祭のアナグマの動向が冬の終わりを占う風習が存在した。地域によっては、その動物はクマやキツネであった。本来はクマだったが、数の減少とともに他の冬眠動物に代用されたとみられる。
じっさい、「アナグマが聖燭祭に日浴びしたなら、あと四週間は穴に戻る（Sonnt sich der Dachs in der Lichtmeßwoche, so geht er auf vier Wochen wieder zu Loche）」という一篇の農事金言（Bauernregel、気象伝承を伝える韻律詩）があるが、これがグラウンドホッグデーの風習と同然なことは既に指摘されている。これとほぼ同じ字句のものも1823年の金言集に見られる

#### グラウンドホッグとアナグマの同一視
ペンシルバニア州のドイツ系移民のあいだでは、本国とほぼ同じ農事金言が習俗とされていたが、影を見た場合の冬の長引きが4週間から6週間になっている違いがあった。そしてドイツでアナグマ（独: dachs）とされていた予報動物がグラウンドホッグ（ペンシルベニアドイツ語: dox, dachs）」に代わっている。
ドイツ系移民（ペンシルベニア・ダッチ）の方言では、グラウンドホッグのことを、母国語で「アナグマ」という意味の「ダックス」と呼んでいたのである。
しかし、その名は廃れていったらしく、英名と同じ「土の豚」を意味する「グルンド'サウ（Grund′sau）」が全区で主流となっていった：これを示すのが1915年刊行の『信仰と迷信集』で、「2月2日はグルンド'サウ・ドーク。もしグルンド'サウが影を見れば..」という格言が、ペンシルベニア・ダッチ・カントリー全14郡で使用されていると記される。

### 聖燭祭
聖燭祭の気象伝承は、そもそもは単純に、「この日が晴れなら冬は長引く」と歌ったものだとされている 。この単純形の天気占いの英語版（韻律詩）は何種かあるが、以下がその一例である：

If Candlemas is fair and clear （聖燭祭の日が晴朗ならば）

There'll be twa winters in the year（今年は2つの冬がある）

同様の詩は、ドイツ語やフランス語にもあり、更にはラテン語版もあるので、かなり古いと考察される

キリスト教の聖燭祭は、2月2日に行われたローマ帝国時代の女神フェブルアを称える行進の式典（のちルペルカーリア祭）に由来するとされる。そしてローマの祭典も、もともとは、ケルト文化の導入だと見られている。2月2日はケルト歴におけるインボルクと符合し、これは冬至と春分の中点にあたる。インボルクなど至点と分点の中間は毎年四つあり、いずれもクロス・クォーター・デイズと呼ばれてケルト文化の重要な日である。

### ブリテン諸島
古典美術史学者リス・カーペンター（1946年）は、グラウンドホッグデーの起源の問題について、アナグマの日の伝承はドイツに根差しているが、伝承が希薄なブリテン諸島（イングランド・スコットランド・アイルランド）から米国に持ち込まれた可能性は無いと断じている。
しかしブリテンのカトリック信者のなかでは、ハリネズミによる同様の天気占いがあったと、スコットランド出身の米国記者トーマス・C・マクミラン（1886年）や、サミュエル・アダムズ・ドレイク（1900年)が記述する。
アイルランドの伝承にも、聖ブリギッドの祝日（聖燭祭と同日）に冬眠から出てきたハリネズミの気象予言があり、これが米国のグラウンドホッグデーの起源になったのと意見するケルト学者も存在する。